# Джон Коза
Джон Коза — американський науковець та колишній професор в Стенфордському університеті. Піонер у використанні генетичного програмування для оптимізації складних проблем. Він був одним із засновників англ. Scientific Games Corporation, компанії, яка збудувала комп'ютерні системи для запуску державних лотерей в Сполучених Штатах. Джон Коза також є творцем «скретч-картки». Коза — доктор наук в інформатиці від Університету Мічигану (1972 р.). Джон Коза має свою власну компанію Генетичне програмування Інк. У 2006 році Коза запропонував план реконструкції Колегії вибірників в США, за яким кандидатів можна буде обирати Національним народним голосуванням.

## Біографія
У 1950 році, будучи гімназистом, він захоплювався ідеєю створення персонального комп'ютера та зумів самостійно його зібрати. У 1960 році вступив до Університету штату Мічиган, де здобув освіту. У 1972 році отримав ступінь доктора комп'ютерних наук.
З 1973 по 1987 рік обіймав посаду виконавчого директора компанії Scientific Games Inc., де винайшов лотерейний білет для миттєвих лотерей. У 1980 році, спільно з адвокатом Баррі Фадемом, зробив значний внесок у розвиток комп'ютерної системи для запуску лотереї.
З 1988 по 2003 рік викладав курс генетичних алгоритмів та генетичного програмування в Стенфордському університеті, де працював професором-консультантом.

## Ступені
- B.A., Computer Science, Університет Мічиган, 1964.
- M.A. Mathematics, Університет Мічиган, 1966.
- M.S., Computer Science, Університет Мічиган, 1966.
- PhD., Computer Science, Університет Мічиган, 1972.
- Дисертація на тему «On Inducing a Non-Trivial, Parsimonious Grammar for a Given Sample of Sentence s».

## Стенфордський Університет
- Викладав інформатику (генетичні алгоритми та генетичне програмування) в Стенфордському університеті з 1988 року по 2004 рік
- Викладав інформатику (Artificial Life) у Стенфордському Університеті взимку 1993 року і навесні 1994 року.
- Разом с Руссом Альтманом, викладав медичну інформатику навесні 1995 року (коли курс був вперше розроблений).
- Викладач інформатики на факультеті комп'ютерних наук, 1988—1991 рр.
- Професор комп'ютерних наук в факультеті комп'ютерних наук, 1991—1992, 1992—1998
- Професор біомедичної інформатики, Медичний факультет, Школа з Медицини, 1998—2005
- Професор кафедри електротехніки, технічна школа, 1999 р. — квітень 2010 року.

## Інша наукова діяльність
- Член Опікунської ради Інституту Санта-Фе (1999—2002)
- Член Вченої ради, Інституту Санта-Фе (1995—1998)
- Голова, 1996, 1997 і 1998 Генетичної конференції з програмування
- Редактор серії книг про генетичному програмуванню
- Член Консультативної ради Genetic Programming and Evolvable Machines journal
- Член редакційної колегії журналів еволюційних обчислень , штучного життя та еволюційної оптимізації
- Асоційований редактор Угоди IEEE еволюційних обчисленнях (1997—2000)
- Член (з 1999) Виконавчої ради Міжнародного товариства генетичних та еволюційних обчислень (ISGEC)

## Індустрія
- Голова, Головний виконавчий директор і співзасновник (1973—1987) Scientific Games Inc. NYSE компанія, в даний час компанія АСЕ)
- Співвинахідник миттєвого лотерейного квитку, що використовуються у державних лотереях з 1974 року
- Президент Third Millennium Venture Capital Limited (з l987), Third Millennium On-Line Products Inc. (з 2000) та Genetic Programming Inc. (з l998) де працює й на даний час
- Співавтор книги під назвою A State-Based Plan For Electing the President By National Popular і творець " Угоди між штатами для обрання президента Національного народного голосування "

## Наукові книги та статті
- Книга про генетичне програмування «Генетичне програмування: Програмування шляхом природного відбору» видавництва Массачусетського Технологічного Інституту. Також публікує відеозапис Генетичне програмування: The Movie
- Книга про генетичне програмування «Генетичне програмування II: автоматичне виявлення багаторазових програм»
- Книга «Генетичне програмування III: винахід Дарвіна і вирішення проблем» (Джон Р. Коза, Форрест H III Беннетт, Девід Андре, і Мартін А. Кін). Також публікує Відеозапис Генетичне програмування III: Людина-Машина конкурентної розвідки (Джон Р. Коза, Форрест Беннетт, Девід Андре, Мартін А. Кін)
- Книга «Генетичне програмування IV: Людина-машина конкурентної розвідки» (Джон Р. Коза, Мартін А. Кін, Метью Стрітер, Вільям Mydlowec, Йессен Ю., і ГвідоЛанца)
- Автор близько 200 наукових робіт і співавтор багатьох інших робіт. Більшість з цих документів доступні у PDF форматі  [Архівовано 8 лютого 2012 у Wayback Machine.]

## Підручники
• AAAI-2004 tutorial on automated invention using genetic programming at American Association for Artificial Intelligence conference (AAAI-2004) in San Jose on July 25, 2004. This is John Koza'sportion (but not Lee Spector's portion) of this 4-hour tutorial. [Архівовано 4 березня 2012 у Wayback Machine.]

• GECCO-2004 tutorial on genetic programming presented at the Genetic and Evolutionary Computation Conference (GECCO) in Seattle in June 2004 [Архівовано 4 березня 2012 у Wayback Machine.].

• EH-2004 invited talk on industrial-strength analog circuit synthesis by means of genetic programming presented at the NASA/DoD Conference on Evolvable Hardware (EH-2004) in Seattle in June 2004 [Архівовано 18 березня 2012 у Wayback Machine.].

• GPTP-2004 talk on industrial-strength analog circuit synthesis by means of genetic programming presented at the Genetic Programming Theory and Practice (GPTP) conference in Ann Arbor on May 14, 2004 organized by the University of Michigan Center [Архівовано 18 березня 2012 у Wayback Machine.]